# 紅葉山 (青森県)
紅葉山（もみじやま）は、青森県黒石市にある山である。名前のとおり、もみじを中心とした紅葉の名所である。

## 概要
黒石市市街地から東に離れた、浅瀬石川上流の虹の湖（浅瀬石川ダム）西側にある標高263mの山である。
多くの観光客で賑わう秋の紅葉シーズンでは、付近の地名や中野神社と合わせ「中野もみじ山」と呼ばれている。

## 歴史
中野神社は、795年（延暦14年）に坂上田村麻呂が蝦夷平定の際に建立したものと伝えられる。この地が長く安泰であるように日本武尊を祀ったものである。
江戸時代の1798年（寛政10年）、菅江真澄が紅葉山を訪れ、「立田川の紅葉さえを及ばないであろう」と独り言を呟きながら橋を渡っている。不動尊の前近く一本の紅葉の枝はわけても高麗錦を一群をひるがえしたかと見る目にもまぶしい程立派であるとする感想を記している。その後、滝の側と川の岸に立って2首の歌を詠んでいる。
中野もみじ山は弘前藩主第9代津軽寧親が1802年（享和2年）に温泉村に一泊した際に、中野山の紅葉や不動の滝に魅せられ、京都から楓の苗木を約100余種を取り寄せ、中野不動尊に奉納し、翌年3本のもみじの苗木を移植した。もともと全山の至るところにハウチワカエデやイタヤカエデが生育していたが、奉納した楓が生育するにしたがって、もみじの名勝として名声を高め、京都の嵐山になぞらえて「小嵐山」（こあらしやま）とも呼ばれるようになった。
1878年（明治11年）、イザベラ・バードが紅葉山を訪れ、著書『日本奥地紀行』で「上中野は非常に美しい。秋になって、星の形の葉をつけた無数の紅葉が深紅の色をつけ、暗い杉の森を背景として美しく映えるとき、森の中の大きな滝は雪の降るように白く輝きながら下の暗い滝壺に飛び散り、遠く旅をしてやって来る価値が充分にあるにちがいない。これほど私を喜ばせてくれたものを今まで見たことはない。川のところまで苔の生えたりっぱな石段がある。美しい橋があり、二つのすばらしい石の鳥居がある。きていな石灯籠があって、それから壮大な石段の急な坂を登って山腹を登る。それは杉の並木で小さな神社に至る。ここからほど遠くないところに神聖な木があり、それには愛情や報復のしるしがつけてある。ここでは全てが魅力的である。」と、石灯籠のスケッチとともに紹介している。
神社の境内のこのもみじ3本と大杉3本が1983年（昭和58年）、黒石市の天然記念物として指定されている。また、樹齢200年を越える対のモミの木が青森県の天然記念物として指定されている。

## 中野神社祀神
中野不動尊、日本武尊、坂上田村麻呂、岩戸姫尊、大山祇神、倉稲魂尊、少名彦尊

## 津軽三不動
円智が聖徳太子の命で610年（推古天皇18年）に津軽に来て、1本の木から3体の不動尊像を造り、中野の国龍山（現・中野神社）のほか、長谷沢の東光山五臨寺（黒石市の現・長谷沢神社）、古懸の国上寺（青森県平川市の旧碇ヶ関村）に勧請。津軽三不動尊信仰が確立されたとする伝承がある。「一日のうちに三不動を参拝すると御利益が大きい」とされている。

## 川柳の杜
中野神社境内に、川柳句碑が5基、ミニ句碑が40基、青森県川柳社や黒石川柳社の有志の手で建てられている。青森県の川柳歌壇は、大正時代のみちのく吟社の機関誌『みちのく』が発祥で、小林不浪人が主宰した。その後、昭和23年1月に若手グループを中心に青森県川柳社が創立され、機関誌『ねぶた』が発行された。この他、不動橋のたもとに大町桂月の歌碑も建てられている。

## アクセス
- 東北自動車道 黒石ICから車で約10分。
- 弘南鉄道黒石駅から弘南バス大川原行きバスで「神社前」バス停か温川行きバスで「中野南口」バス停下車。

## 中野もみじ山 ギャラリー

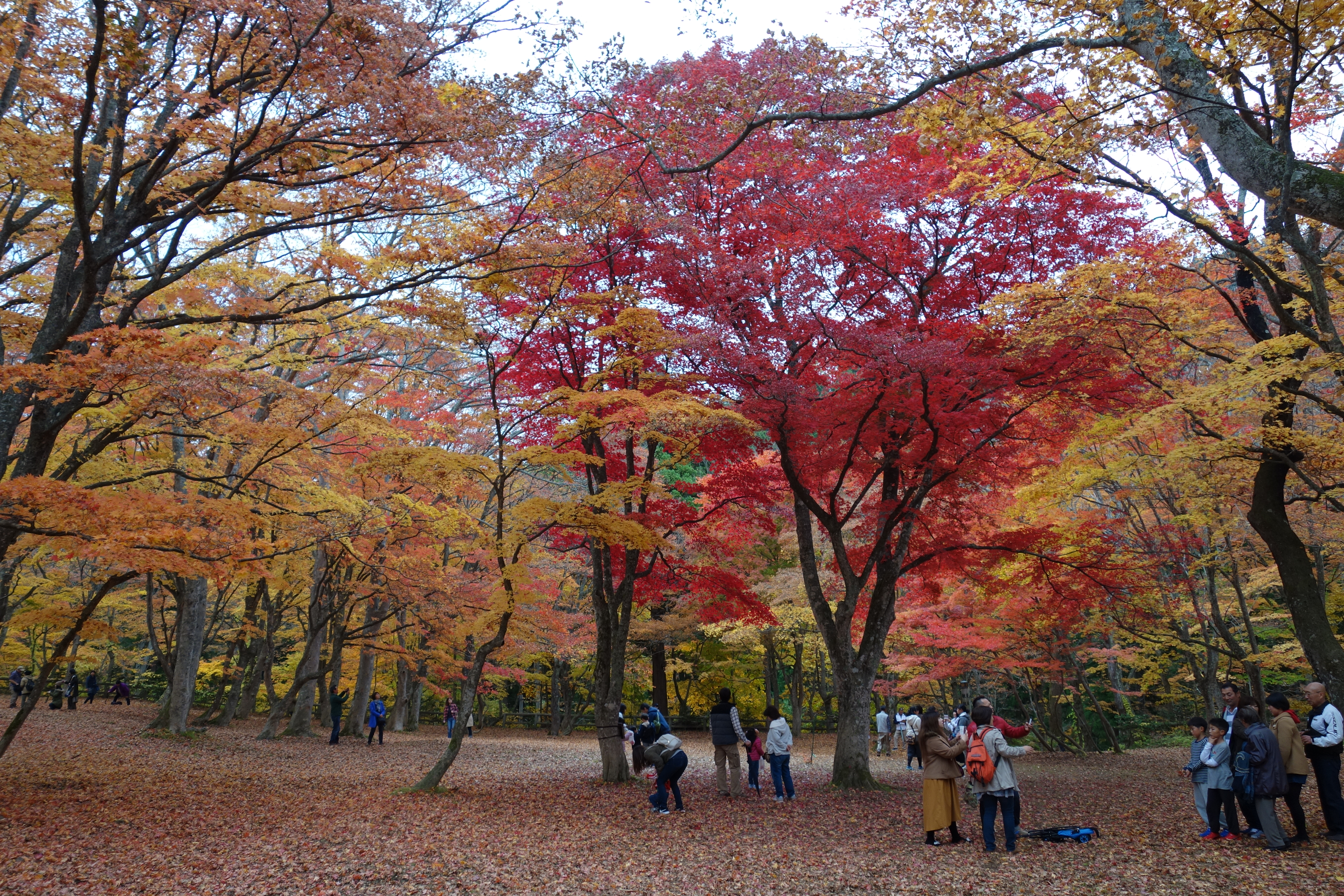
観楓台
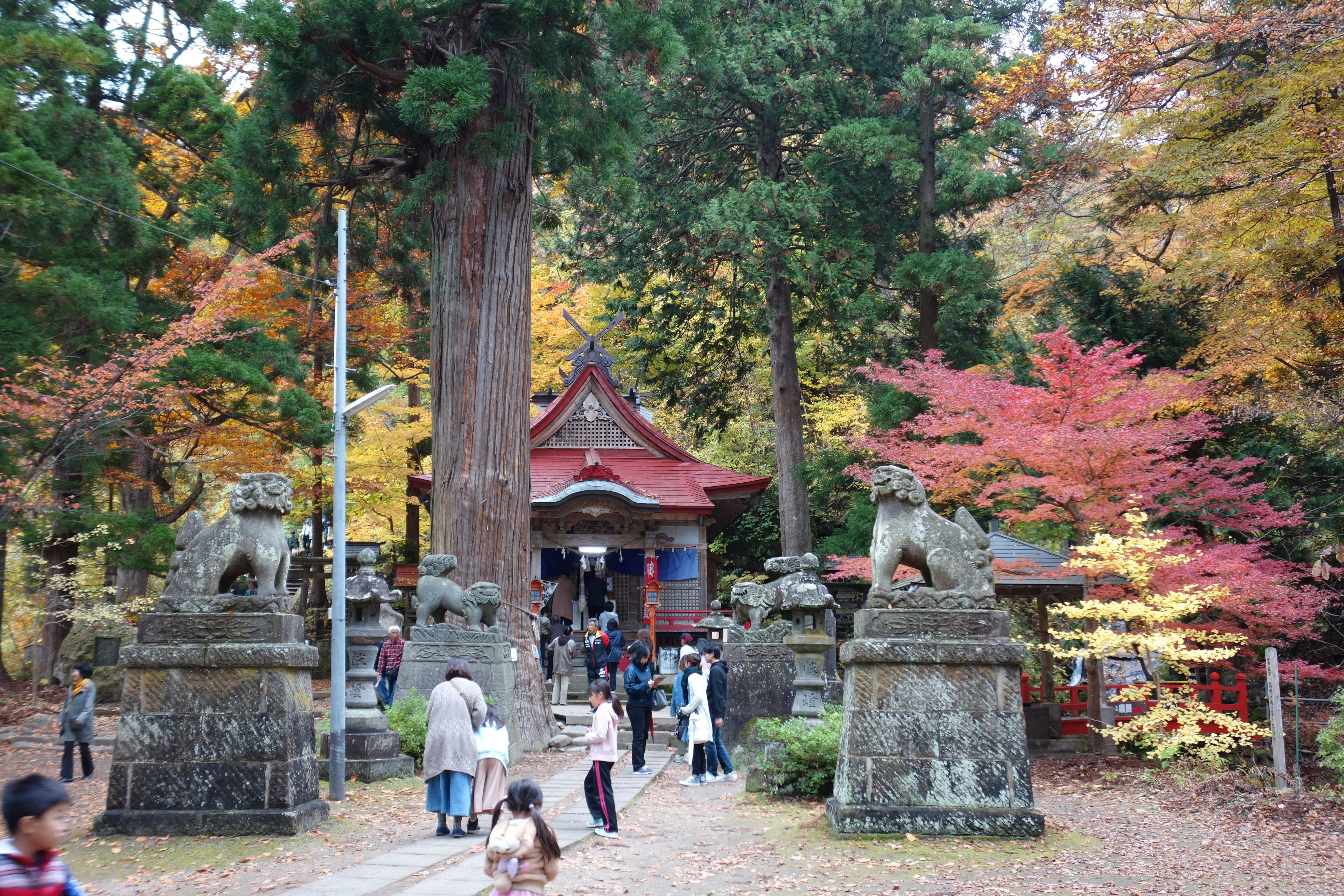
中野神社
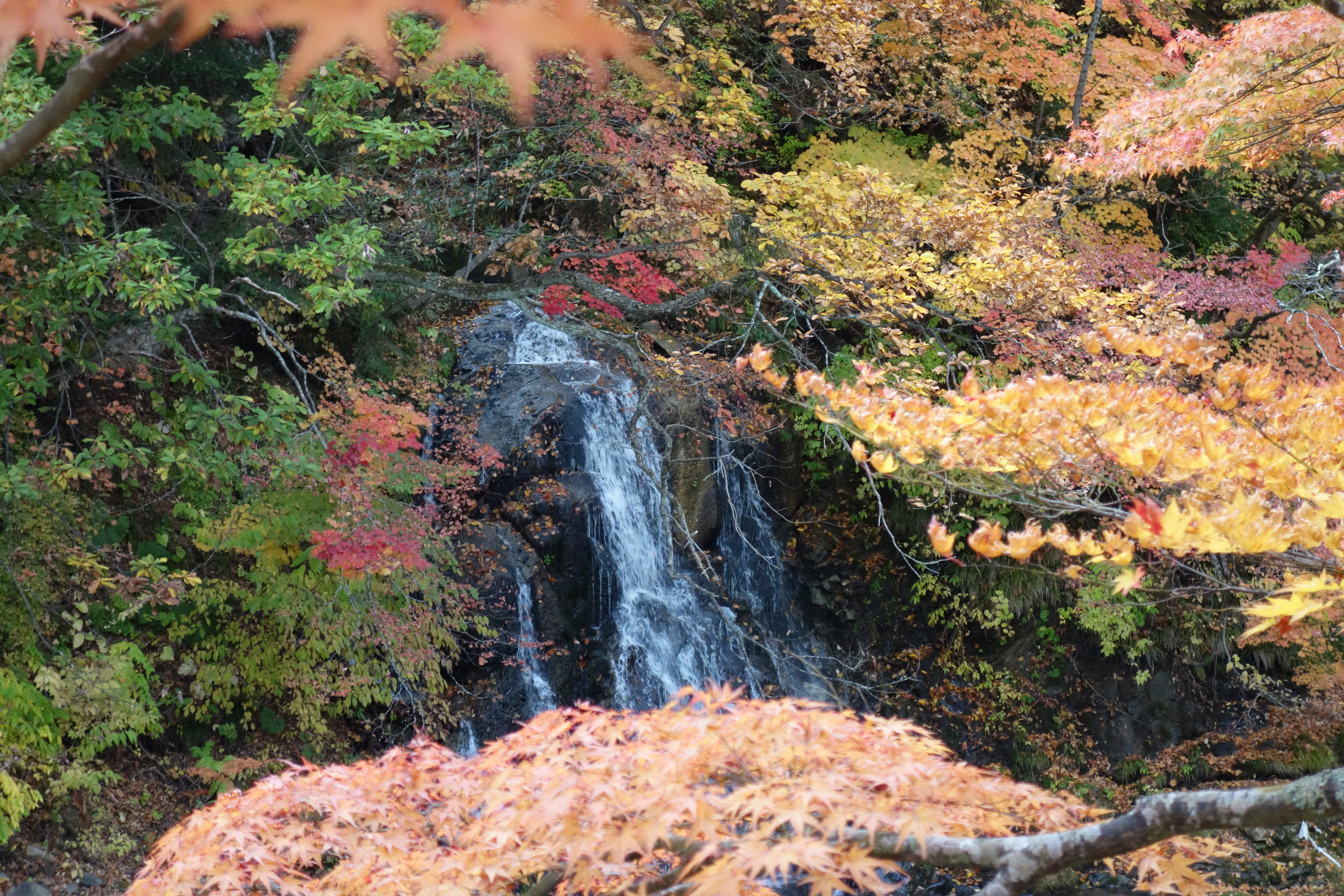
中野紅葉山　不動の滝

## 周辺
- 国道102号
- 国道394号
  - やすらぎの駐車帯（黒石市内から沖揚方面のみ）
- 中野川
- 浅瀬石川
- 黒石温泉郷
  - 板留温泉
  - 落合温泉
  - 津軽こけし館
  - 津軽伝承工芸館